# Viés político
O viés político é uma inclinação ou tendência percebida que envolve a distorção e a alteração de informações para tornar uma posição política ou candidatos políticos mais atraentes. Com uma associação distinta ao viés da mídia, geralmente refere-se a como um repórter, uma organização de notícias ou programa de TV cobre candidatos e questões políticas. Relaciona-se também a conflito de interesses que gera parcialidade na análise nas ciências humanas e na medicina, podendo ser consciente ou inconsciente. Este viés pode se manifestar tanto na forma social quanto política, sendo propagado através de várias mídias, inclusive mídia social.
O viés emerge em um contexto político quando os indivíduos se envolvem em uma incapacidade ou falta de vontade de entender um ponto de vista politicamente oposto. Esse viés nos indivíduos pode ter raízes nos traços e nos estilos de pensamento de cada indivíduo, e não está claro se indivíduos em posições particulares ao longo do espectro político são mais tendenciosos do que quaisquer outros indivíduos. O viés político existe além da simples apresentação e compreensão dos pontos de vista que favorecem um líder ou partido político em particular, mas transcende as leituras e interações entre indivíduos realizadas diariamente.
A prevalência do viés político tem um impacto duradouro, com efeitos comprovados no comportamento dos eleitores e consequentes resultados políticos. Com o entendimento do viés político, vem o reconhecimento de sua violação da neutralidade política esperada. A falta de neutralidade política é o resultado do viés político e aumenta o mecanismo de controle para reduzir o viés político. Ao longo da modernidade, foram feitos vários estudos multidisciplinares e transdisciplinares para demarcar este conceito, que afeta áreas desde desigualdade até o preconceito.

## Tipo de viés em um contexto político
Viés de concisão: refere-se a relatórios de perspectiva que cobrem visões que são rapidamente explicadas e que concedem pouco ou nenhum tempo a visões não convencionais e difíceis de explicar. O viés de concisão visa a aumentar a comunicação em se concentrando seletivamente nas informações importantes e eliminando a redundância. Em um contexto político, isso pode significar a omissão de detalhes aparentemente desnecessários, no entanto, eles podem realmente constituir um viés em si, dependendo de quais informações são consideradas desnecessárias. As opiniões políticas costumam ser reduzidas ao entendimento ou sistema de crença de um único partido, com outras informações contestadoras excluídas em sua apresentação.
Viés de cobertura: quando tópicos e questões são abordadas por partidos políticos em diferentes extensões. Isso faz com que certas questões pareçam mais prevalentes, apresentando ideias como mais importantes e necessárias. Em uma atmosfera política, isso é relevante na apresentação das políticas e dos problemas que elas foram projetadas para abordar, juntamente com o tempo real de cobertura da mídia e dos políticos.
Viés de confirmação: um viés cognitivo que favorece e busca informações que afirmam crenças e opiniões preexistentes. Quando ambientados em uma atmosfera política, indivíduos com crenças políticas semelhantes buscam e afirmam suas opiniões, descontando informações contraditórias. Uma metanálise recente tentou comparar os níveis de viés de confirmação entre liberais e conservadores nos Estados Unidos e descobriu que ambos os grupos eram, a grosso modo, igualmente tendenciosos.
Viés de falso consenso: existe quando se acredita que a normalização das opiniões, crenças e valores de um indivíduo é comum. Esse viés existe em um cenário grupal em que a opinião coletiva do grupo é atribuída à população em geral, com pouca ou nenhuma contestação intergrupal. Essa é a base da formação de partidos políticos e envolve a tentativa contínua de normalizar essas visões dentro da população em geral, com pouco reconhecimento às diferentes crenças fora do partido.
Conteúdo especulativo: quando as histórias se concentram no que tem potencial para ocorrer com frases especulativas, como "pode", "e se" e "poderia", em vez de se concentrar nas evidências factuais do que ocorreu e/ou definitivamente ocorrerá. O viés especulativo é promovido quando o artigo não é especificamente rotulado como de opinião e análise. Isso ocorre em um contexto político, particularmente na introdução de políticas ou na abordagem de políticas opostas. Esse viés permite que os partidos tornem suas políticas mais atraentes e pareçam abordar os problemas mais diretamente, especulando-se os resultados positivos e negativos.
Viés de seleção (gatekeeping): esse tipo de viés existe através do uso de seleção ideológica, desseleção e/ou omissão de histórias com base em opiniões individualizadas. Relacionado de forma semelhante ao viés de agenda, existe principalmente quando o foco está nos políticos e em como se escolhe cobrir e apresentar as discussões e questões políticas preferidas.
Viés partidário: existe na mídia quando os repórteres servem e criam uma tendência para um determinado partido político.
Capital cultural: O capital cultural explica porque trabalhadores pobres votam em candidatos conservadores.

## Neutralidade política
A neutralidade política é a ação contrária ao viés político, buscando garantir a capacidade dos funcionários públicos de desempenhar qualquer dever oficial de maneira imparcial, em relação às suas crenças políticas. Em áreas como cobertura da mídia, decisões legais e burocráticas e ensinos acadêmicos, a necessidade de se tomar ações corretivas contra ações politicamente tendenciosas é a base da aplicação da neutralidade política. Pesquisas sugerem que nos Estados Unidos a neutralidade política é favorecida em detrimento do viés político, com republicanos, independentes e democratas preferindo obter suas fontes de notícias da mídia politicamente neutra. As respostas dos indivíduos ao viés e motivações políticas são desafiadas quando o engajamento do viés favorece e auxilia seu partido ou ideologia política. A própria denúncia de neutralidade política provoca uma resposta mais exasperada, controlando diretamente a aceitação normativa do viés político. Limitações de neutralidade política existem em relação à cobertura da mídia e geram acusações por quaisquer ações ou mensagens consideradas politicamente tendenciosas. Os preconceitos permanecem embutidos na competição contextual entre grupos, o que significa que considerações políticas baseadas em ação ou mensagem podem desafiar ideologias específicas ou intensificar e avançar ainda mais uma ideologia.

## Viés político e enquadramento
O viés político existe principalmente no conceito de enquadramento. Enquadrar é a construção social de movimentos políticos ou sociais em uma representação positiva ou negativa. O viés político nesse contexto é que os líderes e partidos políticos apresentam informações para destacar um problema e oferecem soluções que favorecem sua própria posição política. Isso faz com que sua posição pessoal pareça mais favorável e suas políticas como o curso de ação esperado. O efeito de enquadramento examina as situações nas quais as pessoas são apresentadas apenas com opções dentro de dois quadros, um apresentado negativamente e o outro positivamente. Esse efeito é cada vez mais significativo nas pesquisas de opinião desenhadas para incentivar organizações específicas que são comissionadas para votação. Se informações confiáveis, credíveis e suficientes forem fornecidas, esse viés poderá ser significativamente reduzido. O enquadramento visa além do mais o impacto da inclinação nas campanhas políticas e seu potencial impacto na distribuição do poder político onde o viés político está presente e ele é compreendido como um processo onipresente usado análise para discernir conexões entre aspectos da realidade e transmitir uma interpretação de opiniões que podem não ser totalmente precisas. 

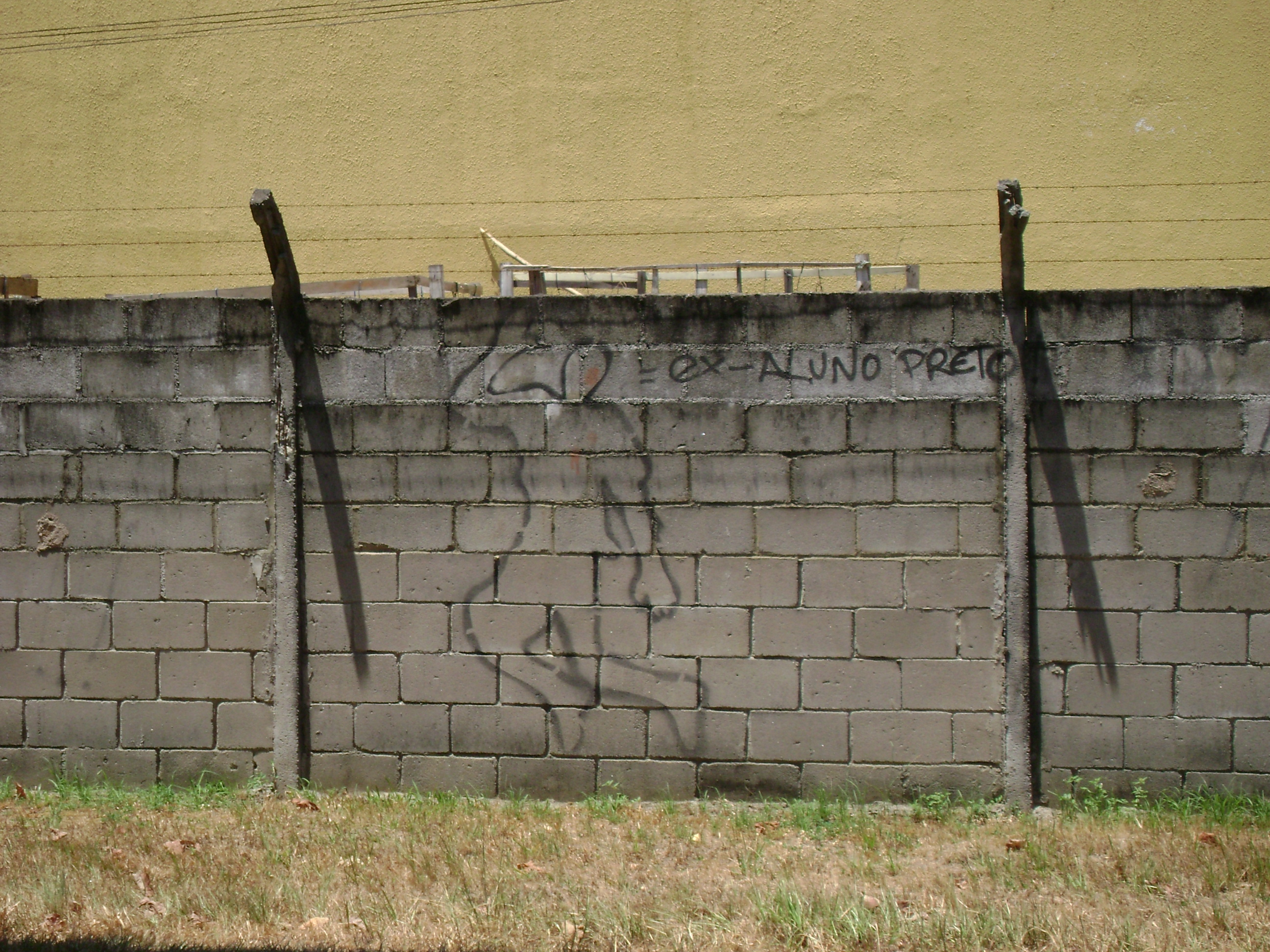
Inscrição em parede da Universidade Federal Fluminense (UFF) sobre as condições de um negro típico na universidade em meio a críticas ao sistema de cotas por parte da mídia.

## Viés político na mídia
O viés da mídia destaca o viés político na comunicação de tópicos políticos e na representação de políticos. Quando um repórter enfatiza pontos de vista específicos e transmite informações selecionadas para promover sua própria visão política, apresenta informações tendenciosas que favorecem sua própria opinião política. Determinando os vieses da mídia em relação ao posicionamento político, há regulamentos distintos que protegem contra o forjamento de informações. Parte considerável da mídia, ao contrário, altera a representação da informação para promover posições políticas. Opiniões políticas, que afetam diretamente o comportamento e as decisões dos eleitores, podem ser alteradas sob o viés da mídia devido à falha na representação das informações. Essa forma de viés político tem impactos contínuos quando usada para mudar a opinião de outras pessoas. Onde a mídia continua sendo uma poderosa fonte de informações políticas, pode criar um viés político na representação informacional de questões políticas.
Um exemplo de quantificação do viés político na mídia é um modelo de propaganda, um conceito introduzido por Edward S. Herman e Noam Chomsky. É um modelo de economia política, olhando para a "manufatura" de políticas através da manipulação da mídia de massa. Esse modelo analisou ainda o financiamento de capital dos meios de comunicação e sua propriedade, que geralmente relaciona laços políticos.
O viés político na mídia também é discutido na forma como os líderes sociais discutem questões políticas. Para determinar a existência de viés político, é usada a determinação da agenda. A determinação da agenda é projetada para fornecer um entendimento da agenda por trás da apresentação de questões políticas e tentar determinar o viés político presente.
Dentro de um estudo de 2002 de Jim A. Kuypers: Press Bias and Politics: How the Media Frame Controversial Issues, Kuypers analisa a omissão de pontos de vista inclinados à esquerda na imprensa impressa. Kuypers determinou que os políticos receberiam cobertura positiva da imprensa apenas ao cobrir e entregar tópicos alinhados às crenças apoiadas pela imprensa. Isso significava que a imprensa estava envidando um viés dentro da mídia por meio de sua cobertura e seleção/liberação de informações políticas, o que desafiava a transmissão neutra de mensagens políticas.
Da mesma forma, David Baron apresenta um modelo de comportamento da mídia baseado na teoria dos jogos, sugerindo que os meios de comunicação de massa contratam apenas jornalistas cuja escrita está alinhada com suas posições políticas. Isso gera viés de falso consenso, pois as crenças são consideradas comuns devido ao ambiente de visualizações alinhadas. Isso efetivamente aumenta o viés político dentro da representação da mídia pela informação.
Segundo Glenn Greenwald, o conceito de Fake News não é suficiente para abarcar os fatos relacionados neste artigo por não ter definição convincente além de ser um anglicismo que se encaixa no conceito de viés político. Em 2017 a Wikipédia em inglês restringiu o uso de artigos do tabloide Daily Mail por conta de vários vieses, principalmente políticos. O secretário da CIA, Allen Dulles afirmou que "Você poderia conseguir um jornalista mais barato do que uma boa prostituta, por um par de cem dólares por mês". Discussões sobre assuntos como imposto de renda são geralmente descritos como um viés político de cúpula enviesado a favor das opiniões deles em questão nos debates. Jornalistas assumem que há uma auto-censura na sua divulgação de notícias e agências governamentais defendem em conjunto que há o dever de combater teorias da conspiração. Aliás este termo foi inventado pelo chefe da Central Intelligence Agency para fugir dos questionamentos da morte do John F. Kennedy. Há uma facilidade grande através da desinibição de surgimento de trolls na internet que perturbam o debate político constantemente.

## Evidência de viés político nos mecanismos de pesquisa
Opiniões e percepções sobre questões políticas e candidatos geralmente são moldadas pelos resultados de pesquisas de mecanismos de pesquisa como o Google. Os algoritmos do Google não foram projetados para fornecer uma representação equilibrada ou igual de questões controversas. Os mecanismos de pesquisa influenciam a democracia devido à desconfiança potencial da mídia, aumentando as buscas online por informações e entendimento político. Especificamente nos Estados Unidos, a Doutrina da Equidade foi introduzida em 1949 para evitar preconceitos políticos em todos os meios de transmissão licenciados. No contexto de tópicos polarizadores, como o viés político, os principais resultados da pesquisa podem desempenhar um papel significativo na formação de opiniões. Através do uso de uma estrutura de quantificação de viés, a tendência pode ser medida dentro do viés político por classificação, dentro do sistema de busca, mas aborda ainda mais as fontes do viés por meio dos dados de entrada e do sistema de classificação. No contexto de consultas de informações, os resultados da pesquisa são determinados por meio de um sistema de classificação que, no caso de tópicos como Política, pode retornar resultados de pesquisa politicamente tendenciosos. Esse viés presente nos resultados da pesquisa pode ser um resultado direto de dados tendenciosos que colaboram com o sistema de classificação ou por causa da estrutura do próprio sistema de classificação. Essa natureza questionável dos resultados de pesquisa levanta questões de impacto sobre os usuários e em que grau o sistema de classificação pode afetar opiniões e crenças políticas, o que pode se traduzir diretamente no comportamento do eleitor. Isso também pode afirmar ou incentivar dados tendenciosos nos resultados de pesquisa do Google. Embora pesquisas tenham mostrado que os usuários não depositam confiança exclusiva nas informações fornecidas pelos mecanismos de pesquisa, estudos mostraram que indivíduos indecisos politicamente são suscetíveis de serem manipulados por preconceitos em relação a candidatos políticos e à maneira na qual suas políticas e ações são apresentadas e transmitidas. Na quantificação do viés político, tanto os dados de entrada para os resultados da pesquisa quanto o sistema de classificação em que são apresentados ao usuário encapsulam o viés em graus variados.
Há ainda um viés político distinto presente nas mídias sociais, em que o algoritmo que estrutura o conteúdo do usuário facilita o viés de confirmação. Isso envolve a apresentação de informações políticas dependendo de pesquisas e focos comuns dos usuários, o que reafirma ainda mais o viés político e reduz a exposição a conteúdo politicamente neutro.
Determinar a diferença entre viés de conteúdo e de fonte é um foco significativo na determinação do papel do viés político nos mecanismos de busca. Esse foco analisa diretamente o conteúdo real das informações presentes e se é propositalmente seletivo nas informações apresentadas, ou melhor, se a fonte das informações está projetando opiniões personalizadas relacionadas às suas opiniões políticas.

## Tentativas de combater o viés político
O Media Research Center é um grupo de observação de mídia nos Estados Unidos, com foco específico na presença de conteúdo politicamente tendencioso. Sua missão declarada é "expor e neutralizar o braço de propaganda da esquerda". Atualmente, o Media Research Center opera numerosos projetos com o objetivo de chamar a atenção para o viés político na mídia e garantir que ele seja corretamente identificado. Mais especificamente, a MRC lança um boletim informativo chamado CyberAlert, cujo objetivo é elaborar um perfil de relatórios imprecisos sobre política na mídia, específicos da América. Ele é escrito pelo editor Brent Baker, que aborda artigos de mídia como artigos potencialmente tendenciosos, rotulando-os de BIASALERT. A análise do viés político na mídia é determinada por meio da colaboração com o Media Reality Check, que visa especificamente combater o viés liberal e os relatórios. Em 2005, o Media Research Center desenvolveu um site chamado NewsBusters, que funciona como um blog para análise de histórias onde o viés político foi sinalizado. Além disso, opera com uma nota mais pessoal, não apenas chamando viés em artigos, mas desafiando ainda mais os autores desses artigos quanto à sua escrita politicamente tendenciosa Além disso, nos Estados Unidos, o viés agora precisa ser divulgado como um conflito de interesses ao abordar partidos políticos, candidatos e políticas. Isso aborda que os indivíduos terão opiniões políticas diferentes e terão interesses em diferentes tópicos políticos, no entanto, esse grau de viés deve ser divulgado para que o conflito de interesse e a presença de viés sejam compreendidos.

## Pesquisas científicas sobre o assunto
Estudos sociológicos de Theodor W. Adorno e Bob Altemeyer no desenvolvimento da escala F e na Escala de autoritarismo de extrema direita durante o século XX confirmaram correlação entre obediência irrestrita a uma autoridade e o autoritarismo de direita e também entre conservadorismo social e político e a discriminação. Se reforçou nestas correlações a evidência de conformismo social, defesa de convenções sociais vigentes - inclusive de ordem religiosa - e uma agressividade contra seus adversários na crença que está chancelado por uma autoridade estabelecida, inclusive chegando até um culto a personalidade. Na década de 10 do século XXI apenas 6% dos norte-americanos acreditavam em sua mídia. O viés político dos ricos podem encaminhar uma democracia para uma oligarquia.
Entre 13 e 15 de março de 2015, a CNN fez uma pesquisa em que a maioria dos norte americanos preferiam um presidente rico, se reafirmando mais entre republicanos - dentre eles havendo uma preponderância dos que defendem a desigualdade social - e sulistas, mas também entre os democratas e menos entre os defensores de candidatos independentes e que vivem na região nordeste. Pesquisas da área médica e da psicologia também confirmam uma correlação entre maior renda e um comportamento utilitarista-pragmático. Os ricos também demonstram ter menos empatia com as pessoas, além de outros estudos demonstrarem uma relação positiva entre a pobreza, um menor conservadorismo e uma maior compaixão com os outros. Isso pode ser verificado em uso de advocacia por parte das empresas e da elite que buscaram brechas na lei para facilitar demissão de funcionalismo público em 2016 através de pesquisas do Insper em São Paulo, a participação do Facebook em eventos como a primavera árabe e o inverno árabe, na acusação de que o Iraque tinha armas de destruição em massa, no macartismo, no acordo para proteger a Samarco, na compra de jornalistas no estrangeiro para favorecer determinado governo, na relativização da escravidão e da apropriação do Holocausto, o uso contraproducente da tortura, uma teoria econômica que ignora as lei da física, a Operação Mockingbird, na espionagem através da NSA, no pagamento de funcionários freelancer no terceiro mundo para criar robôs trolls com o objetivo de se fazer disrupção na internet manipulando a opinião pública em assuntos como aquecimento global e islamofobia, na classificação de jornalistas como terroristas, no mesmo método para se privilegiar as empresas afetadas pelo atentado do 11 de setembro em detrimento dos civis afetados pelo incidente, dentre outros caso ligados a ecologia e belicismo. Estudos da área da psicologia comprovam uma menor compaixão com relação aos pobres entre os eleitores do Partido republicano
Foram feitos outros estudos em 2012 nos Estados Unidos comprovaram que os eleitores de Mitt Romney eram mais ricos dos que de Obama e estudos feitos com ganhadores de prêmios na loteria também confirmam uma correlação entre aumento da renda e mudança de opiniões sobre a sociedade e a política. Outros estudos nos Estados Unidos também confirmam a relação entre maior padrão de vida - sem interferência do gênero, nível de instrução e idade - e participação na política - ao contrário da média da própria população que é mais apática segundo a CIA por meio do voto facultativo, doações de campanha e de lobby, chegando a pensar e falar sobre política a maior parte do tempo como uma maneira de conter o avanço de pequenas empresas através de uma regulação menos federal, de coibir medidas contra a desigualdade social que minem a renda dos entrevistados, defendiam cortes com gastos de seguridade social inclusive as políticas de pleno emprego, auxílio-desemprego e de investimento na saúde ao contrário da opinião dos habitantes do país. Eles também são são contra um salário mínimo que permita a sobrevivência através do contrato de trabalho, são contra o SUS inclusive através do aumento dos impostos - principalmente entre os razoavelmente ricos -, são contra a universalização do ensino superior e a maioria dos ricos defendem que não deva existir educação primária pública universal de qualidade ao contrário da média da população total. Os ricos só concordam em alto grau com resto da população com relação ao ensino profissionalizante e em menor grau comparativamente ao grande público quando afirmam que o governo deva regular o mercado. Proporcionalmente ao resto da população, menos ricos defendem o imposto de renda sobre empresas como a principal fonte de financiamento de programas de governo, uma regulação federal de empresas com ações na Bolsa de valores e na indústria de petróleo uma redistribuição de renda através de uma tributação progressiva. Os ricos que eram advogados e médicos tendiam a ser mais de esquerda do que os que viviam do mercado financeiro e da posse de empresas, principalmente quando se referiam a preservação do meio ambiente, a ajuda humanitária, programas de bem-estar social e tributação progressiva e a grande maioria dos ricos apoiaram tanto o partido democrata como o republicano, em uma proporção superior ao resto da população. Estudos no ramo da psicologia demonstram também que pessoas mais ricas tendem a serem mais sádicas e os ricos com o melhor padrão de ensino defendem que a riqueza tem uma correlação com a virtude assim como os direitistas, apesar disso não se aplica a uma parcela relevante da elite que teve um acesso fraco ao ensino e de dependerem do saberes de seus trabalhadores. Estudos comprovam uma correlação entre baixo estudo e a superestimação de seu próprio saber também entre a população rica. Outros estudos reafirmam a correlação entre tempo de estudo dentre os eleitores do partido republicano e posições políticas mais conservadoras com relação a crença em teorias como a do aquecimento global antropogênico, ao contrário dos eleitores do partido democrata onde esta relação se inverte.
Há também estudos que demonstram que entre os ricos conservadores, esta correlação entre preconceito contra o consenso científico e maior nível de educação se explica pelo fato de que a memória desta elite é seletiva, e por isso que tendem a rejeitar menos mentiras e demonstram serem mais facilmente receptivos ao discurso de seu políticos os eleitores do republicanos do que os dos democratas além de estarem declaradamente em guerra de classe contra os menos favorecidos. Outros estudos demonstram que a economia executada com base em um consenso artificial tende a gerar uma sociedade engessada e corrupta. Além disso existem pesquisas recentes que demonstram que liberais e conservadores tendem a se esquivar de provas que rejeitam seu pensamento e que formas precursoras de Inteligência Artificial são capazes de absolver preconceitos humanos. O viés político atinge toda a política institucional nas políticas de guerra, nos gastos públicos, na política de conciliação de classes, no trato com relação ao Estado de Direito, com relação a corrupção, no trato as minorias nos direitos civis, no trato as liberdades individuais e humanos, políticas de privatização e de censura, políticas com relação as dívidas, uma alteridade em relação ao comunismo de mercado chinês e políticas de concessão de favores a outros partidos.

## Argumentação dos autores clássicos
Segundo Bauman, o neoliberalismo também conhecido como fundamentalismo de livre-mercado tem uma pedagogia própria que defende a irrestrita responsabilidade individual e o darwinismo social, sendo que isso se reflete em algumas instituições de ensino superior em que o comando delas pré-formata e limita as possibilidades de ensino do professor de adaptar-se as circunstâncias sociais daquela comunidade e que dê autonomia de pensamento ao aluno sem se ancorar de forma enrijecida na linha de pensamento do colégio. Estudos confirmam também o mal estar de acadêmicos em trabalharem para o ensino superior privado em uma situação similar ao do trabalhador braçal não-regulamentado e existem casos registrados de elitismo inclusive no curso superior. O uso do termo genocídio no pós-Segunda Guerra Mundial geralmente é descrito como um uso excessivo de um viés político segundo o Edward Said Para Said, a academia deve satisfazer o desejo de um engajamento do acadêmico na sociedade que está em ruínas, e outros autores justificam esta afirmação dizendo que a democracia não é uma mercadoria e que necessita de uma formação mínima para que se possa atuar nela. Segundo Kuhn, a quebra de paradigma apenas ocorre quando há um questionamento da estrutura social do pensamento vigente, o que apenas ocorre se a sociedade não estiver engessada.
O ensino superior na maior parte dos casos está mais preocupado em alardear uma controversa possibilidade de pleno emprego em que valeria a pena o endividamento do que formar cidadãos conscientes e menos egoístas. Segundo Ranciére, a suposta isenção política de uma universidade é feita para que as empresas negociem na arena política sem serem incomodadas. Ainda segundo o autor anterior, a dissidência sistemática a um pensamento dominante remediaria esta problemática. Também existem estudos confirmando a relação entre falta de ética - inclusive para apoiar uma guerra - e uma maior renda do indivíduo e além disso segundo estudos médicos os ricos tendem a naturalizar mais as desigualdades sociais do que a média da população, afirmam em uma escala maior que que o mundo é justo e que apoiam mais medidas punitivas do que reabilitadoras, tendem a justificar a sua posição social com argumentos pré-concebidos e a ensinar os seus filhos a colocar na frente os seus próprios interesses em detrimento do bem estar dos outros. O Roger Scruton defendeu enquanto viveu que o capitalismo na sua sua relação com a política tem o seu viés.
Segundo Naomi Wolf, Umberto Eco e o resto da academia, uma das características do fascismo é a equivalência entre dissidência e traição, o controle da imprensa, a criação de um bode expiatório único e o acossamento do inimigo - ora descrito como forte - ora descrito como fraco e pobre. Os autores Vladimir Lênin e Hilary Putnam apoia a visão que não existem anarquistas de verdade, pois isso seria incorrer no anacronismo em que o indivíduo é refém do viés político da sociedade, sendo que segundo o primeiro Buda, o indivíduo sozinho não pode alterar o pensamento social sendo que a situação piora quando se tenta fazer isso e além disso José Martí afirmava que ninguém tem o direito de se tornar escravo da liberdade.
Segundo Edward Said e outros autores, esse fato social prospera em um contexto de grande concentração da mídia mundial que embutem discursos oficiais em suas narrativas de mídia que são promovidas indiretamente de forma mais intensa do que o próprio discurso oficial para satisfazer seus anunciantes com o uso de eufemismos para tentar reduzir o teor aparente do viés político, trocando conceitos como guerra por intervenção humanitária de forma que o linguajar fique aprazível ao grande público de maneira simplista. Segundo Somjee, o feminismo branco aplica um reducionismo a questão do feminismo do Terceiro Mundo, homogenizando a situação das mulheres no mundo em modelos teóricos.

### Sites que pretendem averiguar consensos políticos
- Snopes
- PolitFact
- FactCheck
- E-Farsas
- SpinWatch
- CFOM
- Media Lens